# Cefaly
Cefaly to przeznaczone do użytku domowego urządzenie do przezskórnej neurostymulacji nerwów obwodowych (nadoczodołowych lub potylicznych), służące do leczenia i profilaktyki migrenowych bólów głowy.

## Opis działania
Urządzenie wyposażone jest w elektrody, które generują impulsy elektryczne o różnej częstotliwości, w zależności od wybranego programu. Elektrody mocuje się na czole lub w okolicy potylicznej, w zależności od lokalizacji bólu. Czas trwania stymulacji to 20 minut.
Urządzenie posiada trzy programy:
- Leczniczy – służący do leczenia ataków migreny, klasterowego bólu głowy i napięciowego bólu głowy. Stosowany w trakcie ataku bólu.
- Profilaktyczny – służący do zapobiegania bólom głowy, stosowany, gdy ból głowy nie występuje
- Relaksacyjny – zapewnia odprężenie i ulgę w stanach stresu i niepokoju.

Urządzenie posiada oznaczenie CE oraz spełnia standardy ISO dla urządzeń medycznych.

## Skuteczność

### Badanie w Polsce
W Polsce badanie kliniczne z zastosowaniem urządzenia Cefaly przeprowadzono na grupie 32 pacjentów Poradni Leczenia Bólu w Krakowie (27 kobiet i 5 mężczyzn, średnia wieku: 47,06 lat, średni czas trwania dolegliwości: 13,06 lat) cierpiących na migrenowe bóle głowy zdiagnozowane w oparciu o kryteria diagnostyczne Międzynarodowego Towarzystwa Bólów Głowy dla migreny bez aury i migreny z aurą. Badani cierpieli na bóle o lokalizacji obustronnej (17 osób), jednostronnej (8 osób) lub potylicznej (7 osób). U pacjentów stosowano wcześniej inne leczenie, zgodnie z obowiązującymi zaleceniami.
Badanych poddano serii dziesięciu 20-minutowych zabiegów wykonywanych dwa lub trzy w tygodniu przy wykorzystaniu programu profilaktycznego. Skuteczność badania oceniano po upływie 30 dni od ostatniego zabiegu. Badanie dało następujące wyniki:

#### Natężenie bólu
- Zmniejszenie natężenia bólu w trakcie napadu z 8 do 6,3 w skali numerycznej (NRS),
- Zmniejszenie średniego natężenia bólu przed rozpoczęciem i po zakończeniu badania z 2,5 do 1,3 w skali numerycznej (NRS).

#### Liczba napadów bólu
- Zmniejszenie średniej liczby napadów w ciągu miesiąca z 15,88 do 5,9.

#### Czas trwania napadu bólu
- Skrócenie średniego czasu trwania napadu bólu z 30,29 (1–96) godzin do 17,09 (1–48) godzin.

#### Subiektywna ulga w dolegliwościach
- Średnie odczucie poprawy wynosiło 51% (w skali 0–100%)[1].